# Alfredo Francisco Martins
Alfredo Francisco Martins (Americana, 6 luglio 1992) è un calciatore brasiliano con cittadinanza italiana, attaccante del Lanusei.